# 마누엘 메후토 곤살레스
마누엘 엔리케 메후토 곤살레스(Manuel Enrique Mejuto González, 1965년 4월 16일 ~ )는 2010년에 은퇴한 스페인의 옛 축구 심판이다.
그는 1995년 9월 16일에 스페인 프리메라리가 심판으로 데뷔했으며, 1999년에 국제 축구 연맹으로부터 국제 심판 자격을 취득하였다. 이후 UEFA 유로 2004에서 덴마크와 이탈리아, 네덜란드와 체코의 조별 예선 두 경기의 주심을 맡았으며, UEFA 유로 2008에서 루마니아와 프랑스, 오스트리아와 독일의 조별 예선 두 경기의 주심을 맡았다. 또한 그는 UEFA 챔피언스리그 2004-05에서 리버풀과 AC 밀란의 결승전 경기의 주심을 맡기도 하였다.